# Довиђења магарчићу
Довиђења магарчићу је југословенски филм из 1961. године. Режирао га је Даниел Марушић, који је писао и сценарио за филм.

## Улоге
| Глумац         | Улога |
| -------------- | ----- |
| Јосип Мароти   |       |
| Мирко Војковић |       |